# Nox (comics)
Pour les articles homonymes, voir Nox.
Nox est une déesse appartenant à l'univers de Marvel Comics. Elle est apparue pour la première fois dans Doctor Strange Sorcerer Supreme #31, en 1991.
Ce personnage, faisant partie des Olympiens, est basée sur la déesse Nyx dans la mythologie grecque.

## Origines
Nox fait partie des Olympiens de Marvel (comme Hercule, Pluton et Athéna...). Elle est la déesse de la nuit.
Elle dit être née du Chaos, mais on pense que ses parents sont en fait le Titan Ophion et la déesse des océans, Eurynomé. Nox est aussi la femme d'Erebus, et la mère d'Hypnos le dieu du sommeil, Momus le dieu de la raillerie, Charon le passeur et de deux dieux, nommés Eros et Thanatos. Elle a aussi deux filles,  nommées Herema et Némésis.
Se faisant passer pour Aphrodite, Nox eut une liaison avec Arès et lui donna deux fils : Déimos, dieu de la peur et Phobos, dieu de la terreur.
À la suite d'un voyage dans le microvers, quand elle était encore une aventurière, elle rencontra un scientifique sur le monde de Traan, et devint son mentor. Cet alien devint plus tard Psycho-Man.
Elle s'allia avec le démon Thog et plusieurs Seigneurs de la Peur, pour plonger la Terre dans la folie. Le pouvoir joint des Seigneurs lui permit de ramener à la vie ses deux fils, à partir de ténèbres faites vie. 
Mais son plan de domination fut contré par le Docteur Strange, Rintrah et Clea, et Phobos et Deimos retournèrent au Néant.
Vaincue, elle disparut. On ne l'a plus revue depuis.

## Pouvoirs
- En tant qu'Olympienne, Nox possède une force et une endurance bien supérieures aux standards humains, grâce à des tissus musculaires très denses (elle pèse près de 135 kg, malgré une morphologie semblable à une femme normale).
- Elle résiste aux maladies humaines et est immortelle, ne pouvant être effectivement tuée que par une trop grande dispersion de ses molécules.
- Nox peut créer des ténèbres, et solidifier l'obscurité en objets solides, ou en tentacules qu'elle contrôle pour saisir ses adversaires. L'obscurité s'infiltre dans les plus puissantes armures et touche directement l'âme.
- Au combat, elle utilise une épée qui vole les âmes de ses victimes.
- Nox peut ouvrir des portes entre les dimensions et possède de nombreux alliés démoniaques.
- Son point faible est sa forte sensibilité à la lumière, particulièrement celle d'origine magique.